# Cohete de bajo costo de guiado por imágenes

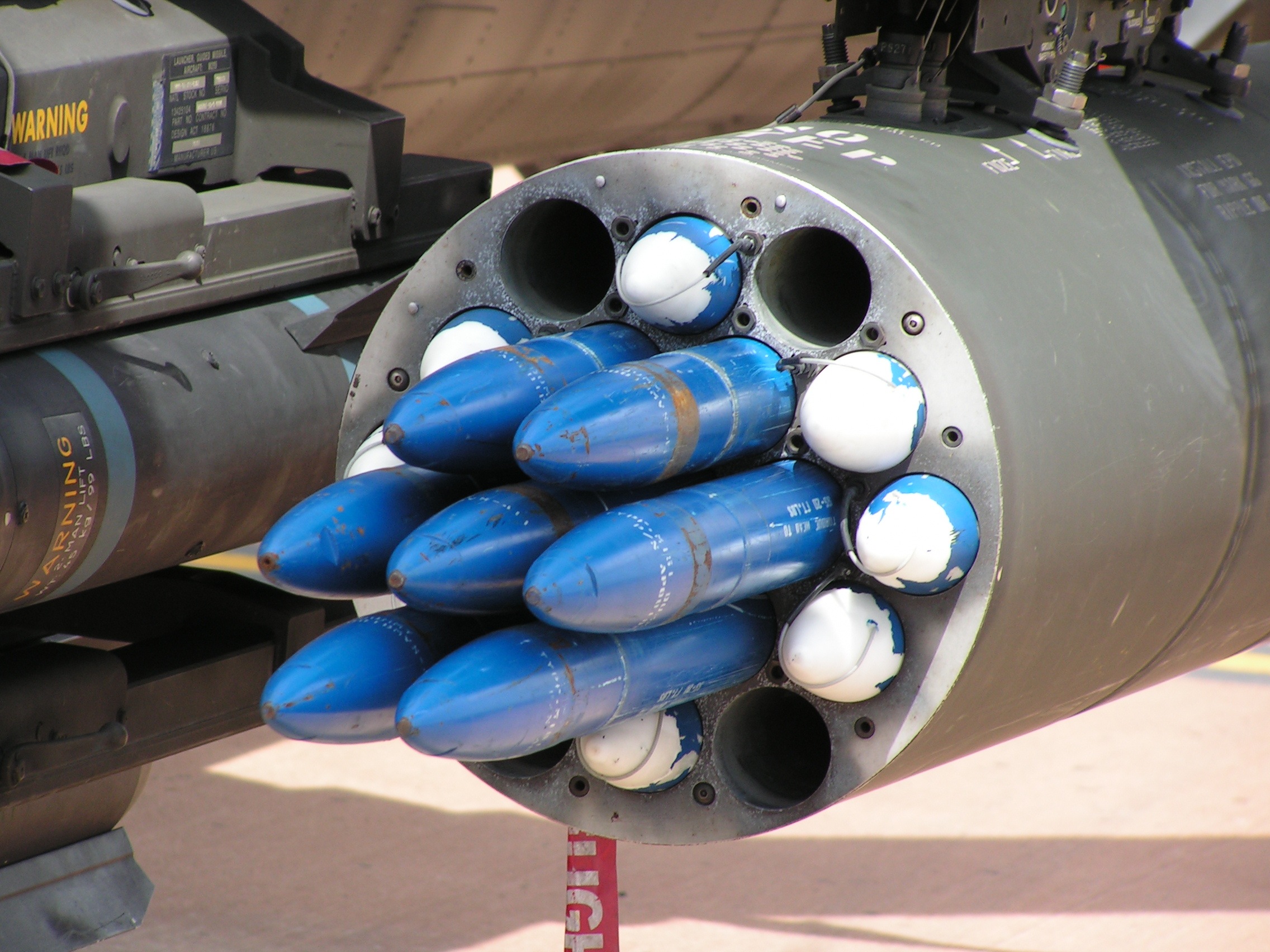
Cohetes Hydra 70 en un pod lanzador M261 de un helicóptero AH-64 Apache holandés.

El cohete de bajo costo de guiado por imágenes (en inglés: Low-Cost Guided Imaging Rocket, LOGIR) es un sistema de armas bajo desarrollo por la  Armada de Estados Unidos en un programa conjunto con Corea del Sur. El programa apunta a proporcionar un cohete de 70mm de guiado de precisión para ser usado con los sistemas Hydra 70 en servicio actual, y como tal tiene muchas similitudes con el programa Sistema de armas letal avanzado de precisión (en inglés: Advanced Precision Kill Weapon System, APKWS). La principal diferencia entre los sistemas es que mientras el APKWS usaría guiado láser terminal, lo que requiere que el blanco sea 'pintado' hasta el impacto, el LOGIR se dirigiría hacia una imagen proporcionada por el aparato lanzador, haciéndolo menos preciso contra blancos en movimiento, pero al mismo tiempo logrando ser una verdadera arma dispara y olvida.

## Desarrollo
La contribución de Corea del Sur en el programa LOGIR es la siguiente:

- Electrónica para el sistema de  guiado y control
- Electrónica para el sistema de  control de actuación (tarjeta de inversión del  DSP y del  PWM)
- Ensamblaje de partes del sistema de control de actuación (estructura del  CAS y motor BLDC integrado)
- Estructura del fuselaje y aletas (aletas canard, cubierta del CAS, cubierta de la cabeza de guía)
- Aletas cruciformes de cola y ensamble de la tobera
- Cabeza de guerra y mejora de la instalación de la espoleta

## Especificaciones
- Diámetro: 70 mm
- Guía: Sistema de navegación inercial de mitad del curso/Guiado infrarrojo terminal.
- Motor: motores existentes del Hydra 70